# كسر متفتت
كسر متفتت أو كسر مفتت (بالإنجليزية: Comminuted fracture or  multifragmentary fracture)‏ أحد أنواع كسور العظام، ويعرَّف على أنه الكسر الذي ينتج عنه انفصال العظم إلى أكثر من ثلاث قطع، أو الكسر الذي نشأ نتيجة تفتت العظم وتحوله لقطع صغيرة في منطقة ما من الجسم,يمكن أن يكون الكسر المفتت مفتوح أو مغلق.

## الأسباب
غالباً مايحدث الكسر المتفتت نتيجة التعرض لقوة كبيرة الأسباب الأكثر شيوعاً لحدوثه هي الصدمات الشديدة,حوداث السقوط الخطيرة وحوادث السير الشديدة, كما يمكن أن يحدث أيضًا نتيجة الإصابات الرياضية، مثل حوادث التزلج أو كرة القدم.إن أي قوة مؤثرة على العظام يمكن أن تسبب كسرًا مفتتًا. ومع ذلك، فإن الانزلاقات والسقوط وغيرها من الأسباب الشائعة لكسور العظام ليست عادة قوية بما يكفي لإحداثه.

## الأعراض والعلامات
- تورم أو كدمات في منطقة الكسر.
- تشوه مرئي وملحوظ في أحد أطراف الجسم، إذا ما كان الكسر قد حدث في أحد أطراف الجسم.
- الإصابة بنزيف واختراق العظام لسطح الجلد في حال كان الكسر كسر مفتوح.
- ألم في منطقة الكسر، غالبًا ما تزداد حدته عند لمس المنطقة المصابة أو عند محاولة تحريكها.
- تغيرات في لون الجلد في المنطقة المصابة.
- العجز عن تحريك المنطقة المصابة.
- أعراض تتعلق بالكسور التي قد تصيب بعض العظام الكبيرة في الجسم، مثل: شحوب لون الجلد، والشعور بالدوار، والغثيان.[6][7]

## التشخيص
لتشخيص كسور العظام المختلفة، بما في ذلك الكسر المفتت فإن الطريقة الأساسية للتحقق من وجود كسر هو عن طريق التصوير بالأشعة السينية من أجل تحديد نوع الكسر ومدى الإصابة. يجب إجراء التصوير المقطعي المحوسب (فحص الأشعة المقطعية) أو التصوير بالرنين المغناطيسي (MRI).

## وصلات خارجية
الأكاديمية الأمريكية لجراحي العظام
منظمة الصحة العالمية